# 王婷莛
王婷莛，MH（2003年9月11日—），祖籍福建省晉江市英林鎮嘉排村，香港殘疾人乒乓球運動員。雖然患有智力障礙，但很小就展露出了運動天賦，10歲開始練習乒乓球。
2021年8月，王婷莛奪得2020年夏季殘疾人奧林匹克運動會乒乓球比賽C11級單打銅牌。

## 外部連結
- 【東京殘奧代表介紹．乒乓球】王婷莛 （页面存档备份，存于）
- 王婷莛的Instagram帳戶